# Kaban Tengah
Kaban Tengah is een bestuurslaag in het regentschap Pakpak Bharat van de provincie Noord-Sumatra, Indonesië. Kaban Tengah telt 1668 inwoners (volkstelling 2010).